# متغير ألفا الدجاجة
متغيرات ألفا الدجاجة هي نجوم متغيرة تظهر نبضات غير شعاعية، ويعني هذا أن بعض أجزاء سطح النجم تتقلص في نفس الوقت الذي تتوسع فية أجزاء أخرى . متغيرات ألفا الدجاجة نجوم عملاقة من الأنواع الطيفية B أو A. ترتبط تغيرات السطوع في حدود المقادير 0.1 مع النبضات، والتي غالبا ما تبدو غير منتظمة، وذلك بسبب خفقات فترات النبض المتعددة . وعادة ما تكون النبضات ذات فترات تمتد من عدة أيام إلى عدة أسابيع. النموذج الأولي من هذه النجوم هو ذنب الدجاجة (ألفا الدجاجة) (α Cygni) الذي يتغير سطوعة بين القدر +1.21 و +1.29. وقد عرفت تغيرات السعة الصغيرة والسريعة في العديد من النجوم العملاقة المبكرة لكنها لم تكن مجمعة رسميا في فئة حتى نشرت الطبعة الرابعة من فهرس النجوم المتغيرة العام في عام 1985. ويستخدم الاختصار ACYG للإشارة لمتغيرات ألفا الدجاجة (Alpha Cygni variable stars) . وتظهر العديد من المتغيرات الزرقاء الشديدة الضياء (LBVs) تغير من نوع-ألفا الدجاجة خلال مراحلها الهادئة (الساخنة)، ولكن يتم استخدام تصنيف LBV عموما في هذه الحالات. ولقد تم اكتشاف عدد كبير (32) من قبل كريستوفيل ويلكنس وزملاؤه من خلال تحليل بيانات بعثة هيباركوس في دراسة عام 1998.

## النبضات
نبضات نجوم متغيرات ألفا الدجاجة ليست مفهومة تماما. فهي لا تقتصر على نطاق ضيق من درجات الحرارة واللمعان كما هو الحال في معظم النجوم النابضة . بدلا من ذلك، فإن معظم عملاقة A و B المضيئة، وربما أيضا نجوم O و F ، تظهر نوعا ما من النبضات الصغيرة النطاق التي لا يمكن التنبؤ بها. ويتوقع أن نمط نجوم الشريحة المتقلبة غير كاظم الحرارة والمتلقب من هذة الفئة ولكن فقط للعمالفة الأكثر سطوعاً. كما وضعت نماذج نبضات لعمالقة أقل سطوعاً من خلال افتراض أنها نجوم عملاقة ما بعد -حمراء منخفضة الكتلة، ولكن لا يبدو أن معظم متغيرات ألفا الدجاجة قد مرت من خلال مرحلة العملاق الأحمر.
ومن المحتمل أن تكون النبضات ناتجة عن آلية كابا الناجمة عن تغيرات تعتيم الحديد، مع أنماط غريبة تنتج الفترات القصيرة المرصودة للنبضات الشعاعية وغير الشعاعية. وقد ينتج النمط غير الكاظم فترات تغير أطول ولكن لم يرصد في متغيرات ألفا الدجاجة.

## القائمة

### في درب التبانة
| الاسم              | الكوكبة        | المكتشف                  | القدر الظاهري الأقصى (mV) | القدر الظاهري الادنى (mV) | الفترة (أيام) | نوع الطيف | ضياء            | تعليق          |
| ------------------ | -------------- | ------------------------ | ------------------------- | ------------------------- | ------------- | --------- | --------------- | -------------- |
| CE Cam (HD 21389)  | الزرافة        | Percy & Welsh (1983)     | 4m.54                     |                           |               | A0Iab     | 63,000          |                |
| CS Cam             | الزرافة        | Rufener (1982)           | 4m.259                    |                           |               | B9Ia      | 75,900          |                |
| η CMa (العذرة)     | الكلب الأكبر   | Kazarovets et al. (1999) | 2m.38                     | 2m.48                     | 4.70433       | B5Ia      | 105,000         |                |
| ο2 CMa             | الكلب الأكبر   | Waelkens et al. (1998)   | 2m.98                     | 3m.04                     | 24.44         | B3Ia      | 219,000         |                |
| κ Cas              | ذات الكرسي     | Percy & Welsh (1983)     | 4m.12                     | 4m.21                     | 2.64690       | B1Ia      | 331,000         |                |
| 6 Cas              | ذات الكرسي     | Abt (1957)               | 5m.34                     | 5m.45                     | 30            | B2 Ia+    | 200,000         | عملاق فائق     |
| ο2 Cen             | قنطورس         |                          | 5m.12                     | 5m.22                     | 46.3          | A2Ia      | 136,000         |                |
| ν Cep              | الملتهب        | Percy & Welsh (1983)     | 4m.25                     | 4m.35                     |               | A2 Iab    | 254,000         |                |
| DL Cru             | صليب الجنوب    | Waelkens et al. (1998)   | 6m.24                     | 6m.28                     | 2.8778        | B1.5Ia    | 242,000         |                |
| ذنب                | الدجاجة        | Lee (1910)               | 1m.21                     | 1m.29                     |               | A2 Ia     | 196,000         | النموذج الأولي |
| σ Cyg              | الدجاجة        | Abt (1957)               | 4m.19                     | 4m.26                     | 120.2         | B9 Iab    | 39,000          |                |
| 55 Cyg             | الدجاجة        | Hill et al. (1976)       | 4m.81                     | 4m.87                     |               | B2.5 Ia   | ~400,000        |                |
| 3 Gem              | التوأمان       | Waelkens et al. (1998)   | 5m.75                     |                           | 13.70         | B3 Ia     | 200,000         |                |
| ρ Leo              | الأسد          | Olsen (1974)             | 3m.83                     | 3m.9                      | 3.4271        | B1Iab     | 295,000         |                |
| β Ori (رجل الجبار) | الجبار         | Waelkens et al. (1998)   | 0m.17                     | 0m.22                     | 2.0748        | B8Ia      | 279,000 218,000 | ألمع عضو       |
| ε Ori (نيلم)       | الجبار         | Cousins (1960)           | 1m.64                     | 1m.74                     | 2.0748        | B0.5Iabea | 275,000 537,000 |                |
| χ2 Ori             | الجبار         | Waelkens et al. (1998)   | 4m.68                     | 4m.72                     | 2.8682        | B2Ia      | 446,000         |                |
| 9 Per              | حامل رأس الغول | Abt (1957)               | 5m.15                     | 5m.25                     |               | A2 Ia     | 141,000         |                |

### خارج المجرة
| الاسم        | المجرة | المكتشف | القدر الظاهري الأقصى (mV) | القدر الظاهري الأدنى (mV) | الفترة (أيام) | نوع الطيف | ضياء | تعليق       |
| ------------ | ------ | ------- | ------------------------- | ------------------------- | ------------- | --------- | ---- | ----------- |
| LHA 115-S 18 | SMC    |         | 13m.3                     |                           | Complex       | B[e]sg    |      | LBV (محتمل) |
| HD 268835    | LMC    |         | 10m.60                    | 10m.68                    | >100          | B8p       |      |             |
| HD 37974     | LMC    |         | 10m.92                    | 11m.00                    | 400           | B0.5Ia+   |      |             |

## مصدر
- Samus N.N., Durlevich O.V., et al. Combined General Catalog of Variable Stars (GCVS4.2, 2004 Ed.)

## وصلة خارجية
- أنواع النجوم المتغيرة (الرابطة الأمريكية لراصدي النجوم المتغيرة)